# خانه بلالی
خانه بلالی مربوط به دوره صفوی است و در میبد، بخش مرکزی، محله بالا، محله گودال علی، کوچه حاجی زینلی واقع شده و این اثر در تاریخ ۱۶ دی ۱۳۸۷ با شمارهٔ ثبت ۲۴۴۲۱ به‌عنوان یکی از آثار ملی ایران به ثبت رسیده است.